# Том Штарке
Том Штарке (нім. Tom Starke; нар. 18 березня 1981, Фрайталь, НДР) - німецький футболіст, голкіпер мюнхенської "Баварії".

## Клубна кар'єра

### «Байєр 04»
Восени 1988 року Том почав грати в місцевій команді "Шталь Фрайталь". У 1989 після двох тижнів випробувальних тренувань його прийняли у дрезденське "Динамо". В 1999 Штарке перейшов в "Баєр 04 Леверкузен" і в 2000 році виграв із молодіжною командою німецький чемпіонат. Під час сезону 2003-04 він перебував в оренді в "Гамбурзі". Його дебют в Бундеслізі відбувся 13 березня 2004 року в 24-му турі в домашній грі проти берлінської "Герти", коли на 52-ій хвилині він замінив Штефана Вехтера. 

### 2006-2012
У січні 2006 року Штарке перейшов у "Падерборн 07", що виступав у другій Бундеслізі. Після двох сезонів та 47-ми ігор у сезоні 2007-08 Том перейшов у "Дуйсбург", в якому за три сезони провів 86 матчів. Улітку 2010 року воротар перейшов у "Гоффенгайм".

### «Баварія»
В травні 2012 Том Штарке підписав контракт з "Баварією" до 2015 року. У футболці "Баварії" голкіпер дебютував 31 жовтня 2012 року в матчі проти "Кайзерслаутерна" в другому турі Кубка Німеччини. Баварці виграли з рахунком 4:0, а Том провів на полі всі 90 хвилин гри.

## Збірна
Дебют Тома Штарке в німецькій збірній U-21 відбувся 12 лютого 2002 року в Белфасті проти молодіжної збірної Північної Ірландії. Свою останню гру в збірній Штарке провів 27 квітня 2004 року в Салоніках проти грецької збірної U-21.

## Досягнення
«Баварія»
- Чемпіон Німеччини: 2012-13, 2013–14, 2014–15, 2015–16
- Володар Кубка Німеччини: 2012–13, 2013–14, 2015–16
- Володар Суперкубка Німеччини: 2012, 2016
- Переможець Ліги чемпіонів УЄФА: 2012–13
- Переможець Суперкубка УЄФА: 2013
- Переможець Клубного чемпіонату світу з футболу 2013: 2013